# 奧蒂戈 (堪薩斯州)
奧蒂戈（英語：Otego）為位在美國堪薩斯州朱厄爾縣的非建制地區。

## 歷史
1877年，於奧蒂戈的境內設立郵局，之後一直營運直到1954年結束。